# Insignias papales

Las llaves cruzadas simbolizan las llaves de Simón Pedro. Son de oro y plata para representar el poder de atar y desatar los pecados. La triple corona (la tiara) simboliza el triple poder del papa como «pastor supremo», «maestro supremo» y «sumo sacerdote». La cruz de oro en un orbe (globo terráqueo), que supera la tiara, simboliza la soberanía de Jesús.

La indumentaria y las insignias papales son los objetos oficiales de vestimenta y distinción propias del papa, en su calidad de jefe de la Iglesia católica y soberano del Estado de la Ciudad del Vaticano.

## Indumentaria
Los elementos de la indumentaria de los pontífices incluyen:

### Tiara papal
La tiara papal, un gorro alto, con tres coronas o niveles, también llamado triple tiara o triple corona. Tiara es el nombre del tocado, incluso en las formas que tenía antes de que se le agregara una tercera corona. Durante varios siglos, los papas la usaron durante las procesiones, como al entrar o salir de la basílica de San Pedro, pero durante las liturgias emplearon una mitra episcopal en su lugar. Pablo VI utilizó la tiara el 30 de junio de 1963, en su coronación, pero desde ese momento solo utilizó la mitra. Ninguno de sus sucesores la ha vuelto a usar. Incluso en su escudo de armas personal, el papa Benedicto XVI sustituyó la tiara por un mitra con tres bandas, pero la tiara permanece en el escudo de armas de la Santa Sede y del Estado de la Ciudad del Vaticano.

### Anillo del Pescador
El anillo del Pescador, es otro elemento de las insignias papales, es un anillo de oro decorado con una representación de san Pedro en un barco que lanza su red, con el nombre del papa reinante que lo rodea. Fue mencionado por primera vez en 1265 por el papa Clemente IV, quien escribió en una carta a su sobrino que los pontífices estaban acostumbrados a sellar documentos públicos con una bula de plomo adjunta y cartas privadas con el «sello del Pescador». En el siglo XV, el anillo del Pescador se utilizó para sellar los breves papales. El anillo del Pescador es colocado en el dedo del papa recién elegido por el camarlengo de la Iglesia católica; a la muerte del papa, el cardenal camarlengo solía desfigurar y romper el anillo del Pescador con un martillo, como una representación simbólica del fin de la autoridad del difunto Papa.

### Férula
Los papas modernos llevan la férula papal, un bastón coronado por una cruz o crucifijo, en lugar de un báculo, un bastón pastoral curvado con el estilo del cayado de un pastor. El uso de la férula papal es una antigua costumbre, establecida antes del siglo XIII, aunque algunos papas desde entonces, en particular el papa León XIII, han utilizado un báculo. Existe también una cruz con tres brazos, ordenados en sentido decreciente, de abajo hacia arriba que recibe el nombre de hierofante. La última vez que se documenta su uso fue durante la apertura del Jubileo de 2000 por Juan Pablo II. 

### Silla gestatoria y flabelos

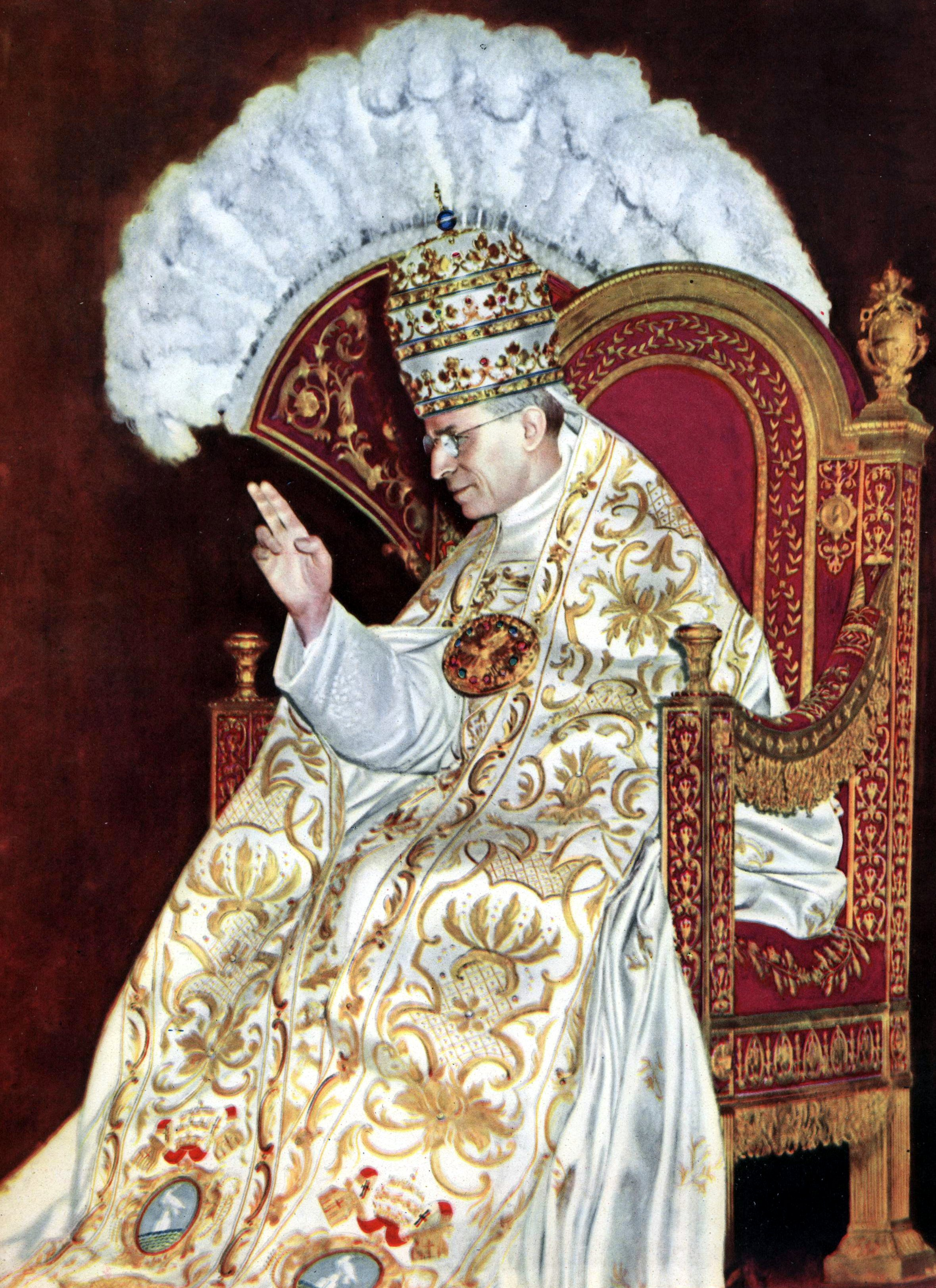
Pío XII con tiara y manto en la silla gestatoria con los flabelos al fondo.

La silla gestatoria es un trono portátil o sillón que era llevado por doce sediarios en uniformes rojos, acompañado por dos asistentes que llevaban los flabelos, grandes abanicos ceremoniales hechos de plumas de avestruz blancas. La silla gestatoria se utilizaba para la entrada solemne del papa en una iglesia o salón y para su partida con motivo de celebraciones litúrgicas como una misa papal o audiencias muy concurridas. El papa Pablo VI abandonó el uso de los flabelos, y Juan Pablo I  fue el último pontífice en hacer uso de la silla gestatoria.

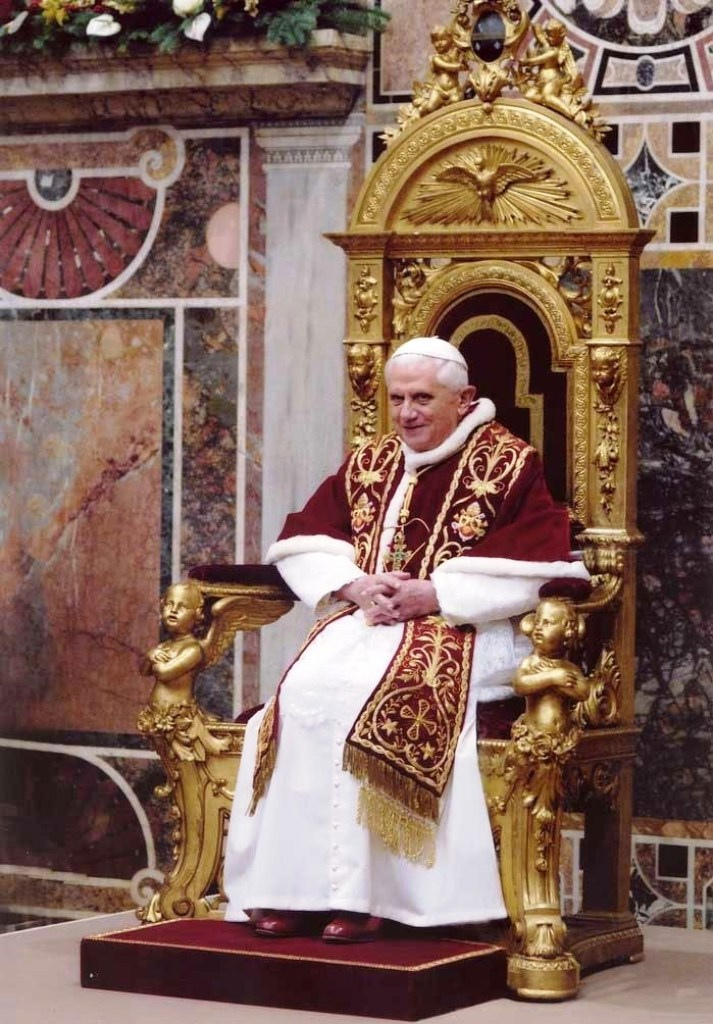
Benedicto XVI con hábito coral invernal llevando las mulas pontificias.

### Las mulas rojas
Las mulas son el tradicional calzado de color rojo propio de los papas. Tradicionalmente tenían bordada una cruz con hilo de oro y joyas en el empeine que los fieles besaban como signo de respeto. Esta tradición fue abolida por Juan XXIII, que mantuvo el color rojo en los zapatos del papa, eliminando la cruz bordada, hasta que Francisco dejó de usarlos. 

## Hábito ordinario

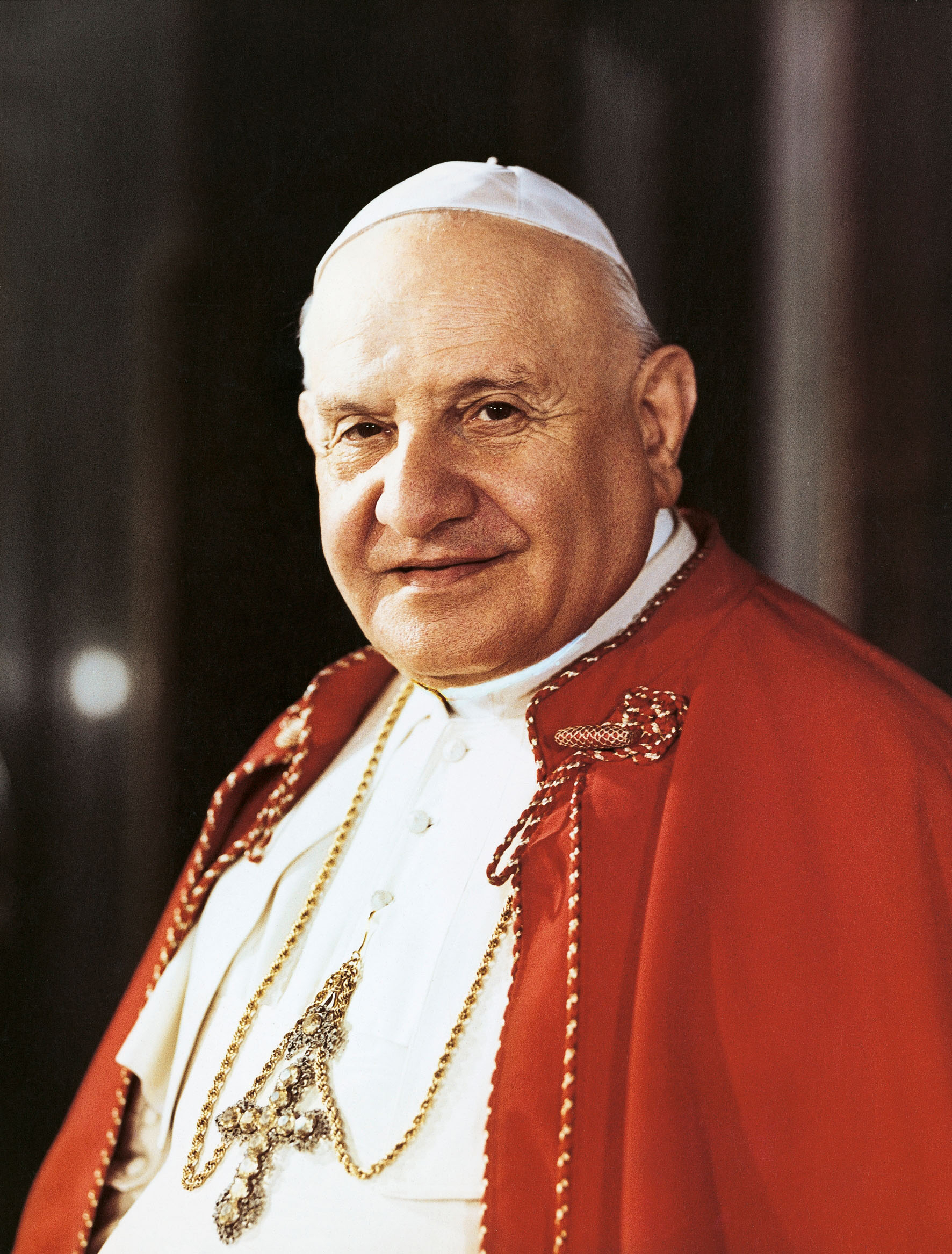
Juan XXIII con el hábito ordinario, cubierto con tabarro rojo.

El hábito ordinario es el que se usa diariamente fuera de las funciones litúrgicas y ceremonias solemnes extralitúrgicas.  
El hábito ordinario papal consiste en una sotana blanca con esclavina, ceñida con un fajín blanco con flecos con el escudo papal de armas bordado, una cruz pectoral suspendida de un cordón o cadenilla de oro, los tradicionales zapatos papales rojos (conocidos también como mulas pontificias, en desuso desde el pontificado de Benedicto XVI) y un solideo blanco. 
Para protegerse del frío el papa puede optar por un abrigo largo y cruzado, de color blanco, llamado dulleta o por una capa roja larga con esclavina y cordón dorado, llamada tabarro.  Al aire libre, el papa puede usar el saturno o cappello romano, un sombrero de ala ancha utilizado por todos los grados del clero siendo el del papa rojo, aunque también puede ser blanco.

## Hábito coral
El hábito coral del papa consta de sotana blanca, faja blanca de seda muaré con el escudo de armas bordado, roquete de lino, muceta roja (de seda en verano, de terciopelo y armiño en invierno y de seda de damasco blanca y armiño en Pascua), cruz pectoral suspendida por un cordón dorado y solideo blanco. Normalmente se completa con una estola roja, que en Pascua también es blanca. El papa Francisco nunca usó hábito coral, pero León XIV lo recuperó desde su primera aparición.

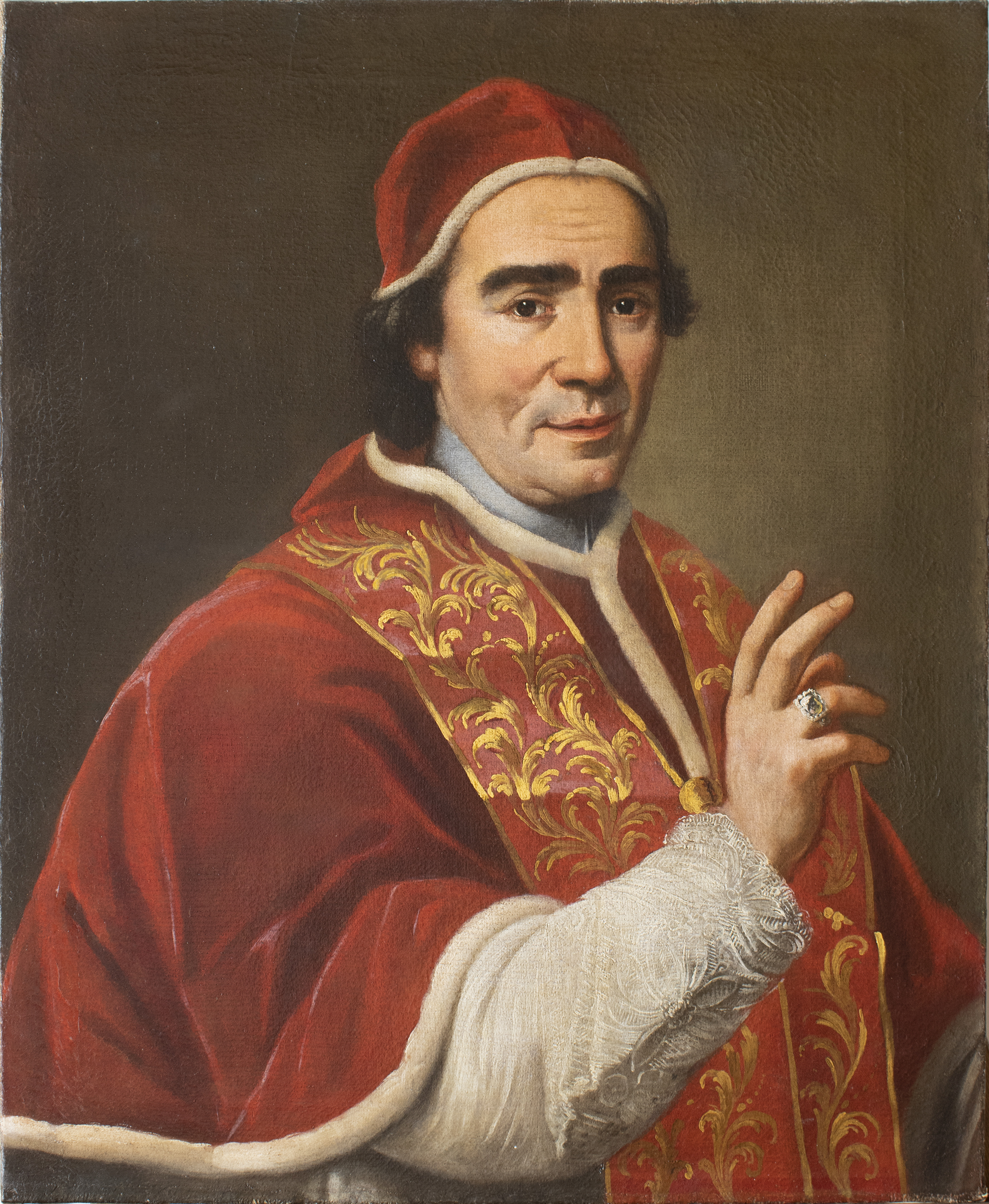
Clemente XIV con hábito coral compuesto por camauro, muceta invernal y estola roja.

Anteriormente, el hábito coral pontificio estaba complementado por un cubrecabezas llamado camauro, de terciopelo rojo forrado de piel de armiño blanca. El camauro dejó de ser utilizado habitualmente desde la muerte de Juan XXIII, aunque Benedicto XVI llegó a utilizarlo en contadas ocasiones. Asimismo, existía anteriormente una sotana especial para el hábito coral elaborada en su totalidad de seda muaré, con una faja que se remataba con dos borlas doradas y no con los flecos de la sotana de diario.
| Hábito piano simple.                      | Hábito piano con abrigo.                            | Hábito piano con tabarro y saturno.                                  |
|                                           |                                                     |                                                                      |
| Hábito coral con muceta estival y estola. | Hábito coral con muceta invernal, camauro y estola. | Hábito coral propio de Pascua, con muceta, camauro y estola blancos. |

## Ornamentos papales

### Palio
Para celebrar misa el papa lleva el palio sobre su casulla. El palio es una banda circular de tela de, aproximadamente, 5 cm de ancho, de la que cuelgan dos colgantes, uno en la parte delantera y otro en la espalda. Está adornado con seis pequeñas cruces negras distribuidas sobre los hombros, el pecho y la espalda, y está fijado en su lugar por tres alfileres dorados, símbolo de los clavos con los que Cristo fue crucificado. Sólo el papa usa el palio por derecho, y puede usarlo en todas las funciones eclesiásticas sin restricciones. En el rito latino, los metropolitanos también llevan una forma de palio dentro de su propia provincia, y que deben recibir del papa, ya sea personalmente o en una ceremonia en la que otro obispo delegado por el papa preside. 

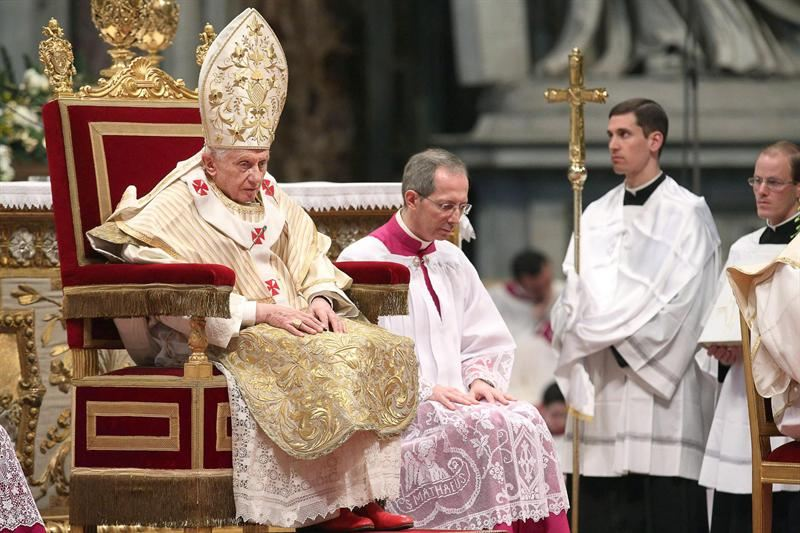
Benedicto XVI, revestido con todos los ornamentos episcopales y sobre ellos el fanón y el palio con cruces rojas. Al fondo, un ministro sostiene la férula papal.

Benedicto XVI, para su toma de posesión en 2005, introdujo un tipo especial de palio que sólo lleva el papa. El nuevo palio papal se basa en la forma anterior del palio, similar al omoforio que todavía usan los obispos cristianos orientales. El palio papal es más ancho y más largo que el palio ordinario, y tiene cruces rojas en él. En la fiesta de los Santos Pedro y Pablo en 2014, el papa Francisco volvió al uso del habitual palio negro. 

### Fanón
Una vestimenta que se limita únicamente al pontífice es el fanón, hecho de bandas alternas de plata y oro. El fanón es similar a un chal, un extremo de los cuales se pasa debajo de la estola y el segundo sobre la casulla; el palio se coloca a continuación sobre el fanón. El fanón ha dejado de ser de uso común, pero Juan Pablo II y Benedicto XVI lucieron el fanón en varias ocasiones.

### Otros ornamentos en desuso
Antes de las reformas litúrgicas del Concilio Vaticano II había una serie de otras vestiduras que sólo llevaba el sumo pontífice:
- El subcintorio o subcíngulo: una tira de tela bordada, similar a un manípulo, que iba suspendido de la cintura. Estaba bordado con una cruz y el Cordero de Dios.
- La falda una vestimenta papal particular que forma una falda larga cuyos bordes eran tan largos que el papa tenía portadores tanto delante como atrás cada vez que caminaba.
- El manto un tipo capa pluvial muy larga usada sólo por el papa. Era siempre rojo o blanco.

Cuando el papa se sentaba en su trono o era transportado en la silla gestatoria, tanto la falda como el manto caían hasta los escalones inferiores, y tenían el efecto de hacer que el Papa pareciera más alto que los otros dignatarios presentes. Las tres vestiduras fueron cayendo en desuso durante el pontificado de Pablo VI.
- Un manípulo especial, muy parecido a los manípulos usados anteriormente por los sacerdotes, pero con hilos rojos y dorados entrelazados para simbolizar la unión de las Iglesias[8] oriental y occidental.

## Insignias
La insignia del papado incluye la imagen de dos llaves cruzadas, una de oro y otra de plata, atadas con un cordón rojo. Esto representa las «llaves del Reino de los Cielos» (Mateo 16:19; cf. Isaías 22:22) y es, en muchos sentidos, el símbolo por excelencia del Papado como institución y de su papel central dentro de la Iglesia católica. La declaración de Jesús a Simón Pedro, «todo lo que ates en la tierra quedará atado en el Cielo, y todo lo que desates en la tierra será desatado en el Cielo», se entiende en la teología católica como el establecimiento de dos jurisdicciones, el cielo y la Tierra; se dice que las llaves de plata y oro representan estas dos jurisdicciones. La llave de plata simboliza el poder de unirse y soltarse en la Tierra, y la llave de oro el poder de unirse y soltarse en el cielo (otra interpretación dice que la llave de plata representa «atar» y la llave de oro representa «desatar»).

Bandera de la Ciudad del Vaticano

El emblema principal del Papado son estas dos llaves debajo de un triregnum (tiara papal). Este símbolo se utiliza en varias instancias. Los escudos personales del papa son coronados por las dos llaves mencionadas en salterio detrás del escudo (una llave de plata y una llave de oro, atadas con un cordón rojo), y por encima de ellas el triregnum plateado que lleva tres coronas de oro e infulae (ínfulas) rojas (las bandas que cuelgan de la parte posterior de la tiara y caen sobre los hombros cuando se lleva). Esta tradición se remonta al siglo XV, el simbolismo de las llaves de Pedro fue utilizado por primera vez por el papa Nicolás V (elegido en 1447).[cita requerida]
Los tres últimos papas (Benedicto XVI, Francisco y León XIV) han sustituido, en sus escudos personales, la tiara por un simple mitra, en el que se representa la cruz de tres niveles del papado, que recuerda a las tres coronas de la tiara. Una lista de los escudos de armas de los papas se puede encontrar en escudo papal.
La bandera amarilla y blanca de la Ciudad del Vaticano también hace uso de este emblema en el lado derecho, en la mitad blanca de la bandera. Los colores amarillo y blanco fueron adoptados por primera vez en 1808 como la bandera de la guardia personal de Pío VII, cuando las otras fuerzas de lo que habían sido los Estados Pontificios fueron puestos bajo el control de Napoleón. La bandera anterior era en rojo y oro, los colores tradicionales de la ciudad de Roma. La bandera de 1808, por supuesto, no era la de la Ciudad del Vaticano, que no existiría hasta 1929.

Escudo de la Ciudad del Vaticano

El escudo de armas de la Santa Sede y el de la Ciudad del Vaticano también utilizan este emblema papal. El emblema de la Santa Sede se blasona: «De gules, las dos llaves de San Pedro, de argén en la diestra y de oro en la siniestra, puestas en sotuer y sumadas de la tiara pontificia». Esto significa: en un campo rojo se colocan dos llaves, cruzadas como en la letra X, una de oro, la otra de plata, unidas por un cordón dorado colocado a través de los anillos, y, por encima de las llaves, una tiara plateada (de color blanco) con coronas doradas (de color amarillo). El escudo de la Ciudad del Vaticano es idéntico, excepto que las llaves de oro y plata se invierten y el cordón es rojo («gules») y se entrelazan en la intersección de las dos llaves, como se ilustra en el Apéndice B de la Ley Fundamental del Estado de la Ciudad del Vaticano, el 7 de junio de 1929. 

Emblema de la Sede vacante.

El umbraculum (forma latina para sombrilla) llamado también conopeo, es un dosel o paraguas que consiste en una tela de rayas rojas y doradas alternas (los colores tradicionales de la ciudad de Roma y, hasta 1808, del papado), cuya función original era simplemente proporcionar sombra. Como tradicionalmente era una prerrogativa real caminar bajo un dosel, el papa Alejandro VI comenzó a utilizar el umbraculum para simbolizar los poderes temporales del Papado; anteriormente era llevado por un hombre de pie detrás del Papa. Apareció en los antiguos escudos de los Estados Pontificios.  
La práctica de caminar con el umbraculum ha perdido vigencia, aunque sigue siendo representado en heráldica eclesiástica, así como la insignia de aquellos templos elevados a la categoría de basílica, generalmente exhibida a la derecha del altar mayor. A veces se lleva en procesiones como signo de la dignidad de una basílica. También aparece actualmente en el escudo de armas del camarlengo de la Santa Iglesia Romana, porque es quien ejerce la jefatura interina de la Santa Sede durante el periodo de sede vacante. El umbraculum representa los poderes de la Santa Sede, que no cesan con la muerte del sumo pontífice, y prueba de esto es el hecho de que al morir el papa, se sustituye su escudo de armas por las llaves de San Pedro y el conopeo. 